# Pederastia

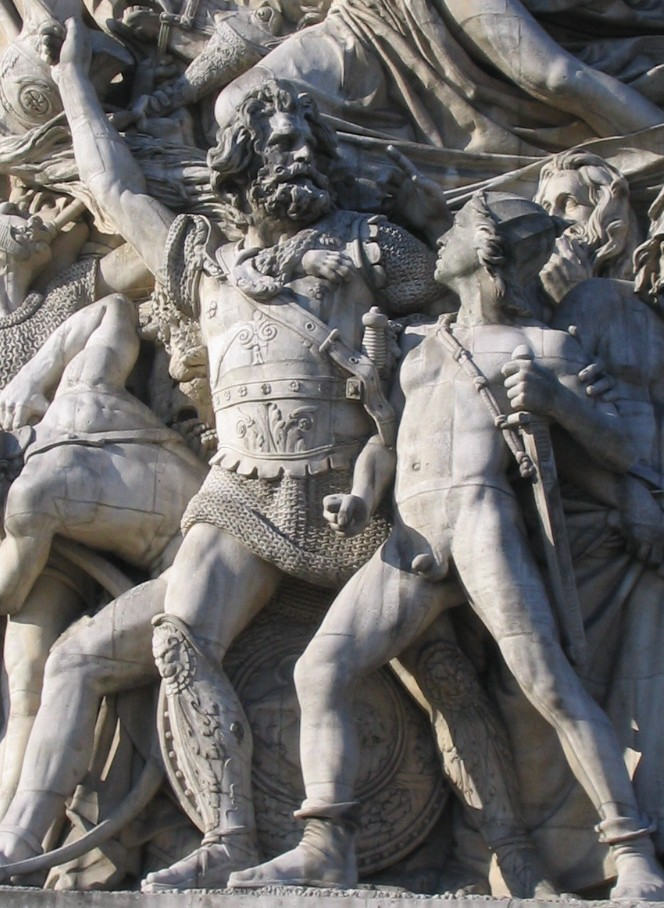
Erastès (adulto) ed eromenos (ragazzo), dettaglio dall'Arco di Trionfo di Parigi, François Rude, 1833.

Col termine pederastia, dal greco antico παῖς (pàis), "ragazzo" o "fanciullo", ed εραστής (erastès), "amante", si indica una relazione, spesso anche di tipo erotico/sessuale, stabilita tra una persona adulta e un adolescente, che avviene al di fuori dell'ambito familiare. Il suo significato è distinto da quello di pedofilia (ossia il desiderio sessuale nei confronti di un bambino o una bambina impubere), anche se la legge generalmente persegue ogni atto sessuale compiuto con una persona sotto l'età del consenso, che varia da Paese a Paese (vedi sezione Aspetti normativi).

## Etimologia e utilizzi del termine
L'amore che non osa dire il suo nome è quel grande affetto di un uomo più vecchio per uno più giovane quale ci fu tra Davide e Gionatan, su cui Platone edificò la sua filosofia, e che si può trovare nei sonetti di Michelangelo Buonarroti e William Shakespeare: tanto profondo e spirituale quanto perfetto. Ispira e pervade grandi capolavori e a causa di esso io sono stato portato dove mi trovo ora. In esso non c'è niente di innaturale. È intellettuale ed è sempre esistito; dove il vecchio ha l'intelletto e il giovane tutta la gioia, la speranza, il fascino della vita davanti a sé.
La parola pederastia deriva dalla combinazione di παίδ- (radice greca per "ragazzo" o in senso lato "figlio") con ἐραστής (erastès-"amante", la cui radice etimologica proviene dal termine Eros) e significa pertanto "amore per i ragazzi". La parola è stata presa in prestito in epoca moderna nel XVI secolo direttamente dalla definizione che ne dà Platone nel Simposio.
Accanto al suo utilizzo nel senso più classico, il termine verrà utilizzato per un certo periodo di tempo, in lingua francese e poi in altre lingue tra cui l'italiano, come sinonimo di sesso anale: in un trattato di sessuologia del XIX secolo, discutendo il fatto che alcuni uomini siano usi ad inserire il pene nell'ano della donna, si definisce la cosa come «pederastia commessa con la propria moglie».
Precedentemente, il termine era già stato usato per riferirsi a qualsiasi tipo di attività omosessuale, a prescindere dall'età stessa dei partecipanti (anche se avessero avuto entrambi 50 anni venivano lo stesso considerati pederasti): anche Jeremy Bentham ha utilizzato il termine in questo senso molto più ampio in un suo saggio risalente al XVIII secolo. Il termine assunse presto una connotazione fortemente spregiativa, il che stimolò la creazione di nuove parole più neutrali per definire l'omosessualità.
Le tardive inclinazioni omosessuali di Federico II di Prussia. Va mostrato con molta pacatezza come per l'età e un'enorme superiorità si sviluppi in lui un'attrazione erotica nei confronti di giovani belli e insignificanti, un'attrazione come quella che nasce tra un uomo e una donna.
Nel XX secolo, con il diffondersi di termini alternativi come omosessualità o uranismo, la parola pederastia si riavvicinò in qualche modo al significato originario, contemporaneamente differenziandosi dall'attrazione verso bambine e bambini d'età precedente la pubertà mediante il nuovo termine pedofilia.
Le definizioni più comunemente accettate sono quelle che fanno riferimento a un accoppiamento tra giovani maschi e uomini più anziani. L'Oxford English Dictionary dice "relazione omosessuale di tipo anale tra un uomo e un ragazzo, solitamente con il più giovane che assume un ruolo passivo"; o più concisamente "rapporto sessuale tra un uomo e un ragazzo". Infine l'edizione online del Merriam-Webster si concentra esclusivamente sulla meccanica fisica dell'atto: "colui che desidera o pratica sesso anale, in particolare con un ragazzo"; mentre altri dizionari offrono definizioni variamente più generiche, come ad esempio "relazioni omosessuali tra uomini e ragazzi", oppure "rapporti omosessuali, in particolare tra un uomo adulto e un giovane maschio".
La limitazione della pederastia alla sola sessualità, in specifico anale, compiuta da un uomo adulto su un adolescente è posta però in discussione da diversi autorevoli sessuologi di lingua inglese: Francoeur la considera "comune, ma errata", mentre Haeberle la descrive come "un uso moderno, risultante da un fraintendimento del termine originale e dall'ignoranza nei riguardi delle sue più profonde implicazioni storiche".
Altre fonti e studi sociali propongono definizioni più ampie del termine, l'Enciclopedia della cultura LGBT e Queer ad esempio definisce la pederastia come "il rapporto di genere erotico tra un maschio adulto e un giovane, di norma tra i 13 e i 17 anni, in cui vi sia attrazione affettiva del più vecchio nei confronti del più giovane"; mentre l'Enciclopedia dell'omosessualità aggiunge "...in cui vi sia un palese contatto sessuale".

## Excursus storico

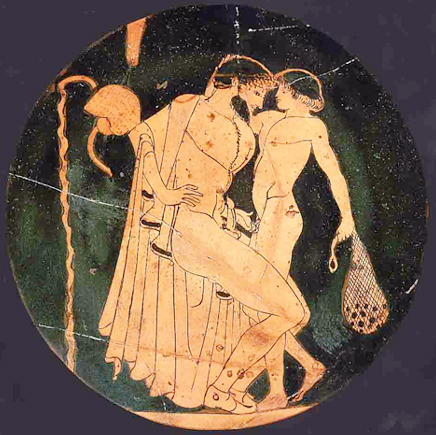
Un uomo si protende ad accarezzare un ragazzo. VI secolo a.C.

La definizione di pederastia deriva soprattutto dalla cultura greca ma ha avuto diversi sviluppi spesso tumultuosi nei vari secoli: Erodoto afferma che i popoli asiatici avessero imparato a intrattenere rapporti sessuali coi ragazzi proprio seguendo l'esempio greco. Il padre degli storici utilizza qui il termine (παισὶ μίσγονται), riducendo così la pratica persiana a una forma corrotta di pederastia, deprivata totalmente della sua originaria connotazione educativa: ciò che John Addington Symonds descrive come la "forma viziosa" di pederastia in contrapposizione a quella più sobria e colta idealizzata dai Greci.
Plutarco inoltre sottolinea infine il fatto che i sovrani persiani avessero l'usanza di castrare i ragazzi per renderli così eunuchi e propri amanti personali molto prima di essere esposti ai costumi ellenici.
Una certa opposizione agli aspetti più carnali della pederastia esisteva in concomitanza con la sua pratica effettiva, sia all'interno sia all'esterno delle culture in cui ne è stata trovata la forma più istituzionale e ritualizzata. Tra gli stessi Greci in alcune polis veniva proibita mentre in altre, come a Sparta, si dice fosse permessa solamente l'espressione e il modo più casto della pederastia.
Allo stesso modo gli scritti di Platone cominciano a svalutare e infine a condannare i rapporti sessuali con i ragazzi amati, valorizzando invece l'autodisciplina dell'amante che si è astenuto dal consumare il rapporto.
Molto ben conosciuta e praticata ampiamente era anche nella Spagna sotto il dominio musulmano e in Toscana durante il Rinascimento (lo stesso Leonardo da Vinci in gioventù subì un processo per pederastia) nonché nell'Impero russo sotto il dominio degli zar.

### Origini iniziatiche

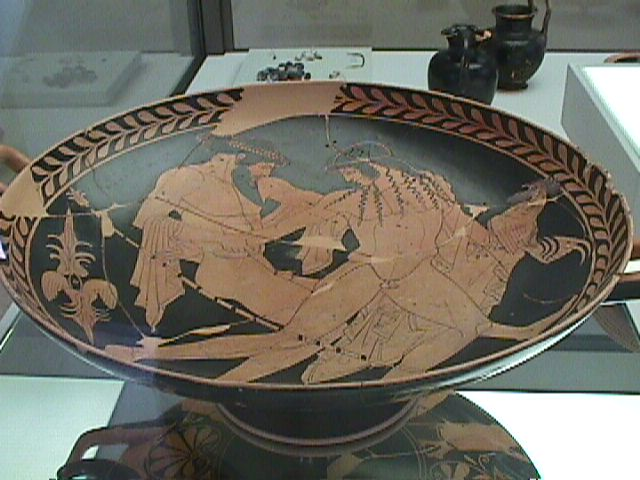
Tondo interno del Pittore di Pentesilea con il mito di Zeus che rapisce Ganimede; cornice con foglie di olivo lungo il labbro interno. La decorazione esterna è attribuita al Pittore dello Splanchnoptes. 470 ca. a.C.

La prima volta che si ipotizzò un'origine iniziatica e ritualizzata per la pratica pederastica vigente nel mondo greco fu all'inizio del XX secolo quando l'autore tedesco E. Bethe, in un celebre articolo, propose la teoria che considerava i "costumi omosessuali" importati in terra ellenica dai conquistatori Dori, una stirpe di indoeuropei provenienti dal Nord. Già nel 1948 però lo studioso francese Marrou si trovava in aperto dissenso, considerando invece la pederastia tradizione intimamente legata alla Grecia antica.
Si affermò allora che fosse invece una diretta sopravvivenza del medioevo ellenico di tipo feudale - l'epoca degli eroi omerici - la cui essenza sarebbe consistita nell'esser un cameratismo di tipo militare; l'omosessualità greca era difatti un tipo di amore guerriero, molto differente quindi da quella sacerdotale di tipo iniziatico che l'etnologia riconosce presente nelle culture dei popoli primitivi: la stretta amicizia tra maschi o amore virile è un fenomeno che si ripete costantemente in tutte le società guerriere, ove l'ambiente degli uomini è rinchiuso in sé stesso.
Le origini dell'omosessualità pederastica greca vanno però cercate, secondo studi più recenti, ancora più indietro dell'epoca omerica; ossia nel passato più tribale della stessa società ellenica, ove l'organizzazione comunitaria era essenzialmente fondata sulla divisione per classi d'età. Il passaggio dell'individuo da un'età a quella immediatamente successiva doveva essere scandito da una serie di rituali accompagnati da celebrazioni rigorosamente codificate, un autentico rito di passaggio.
Il ragazzo apprende le virtù che avrebbero fatto di lui un uomo adulto durante un periodo di isolamento in cui avrebbe convissuto con un uomo, tramite la cui compagnia avrebbe conosciuto le regole della vita sociale: l'adulto sarebbe stato al tempo stesso maestro e amante. Tali origini si rispecchiarono poi nei miti che narrano degli amori tra gli Dei e i giovani, tutte storie che avrebbero una comune struttura iniziatica.

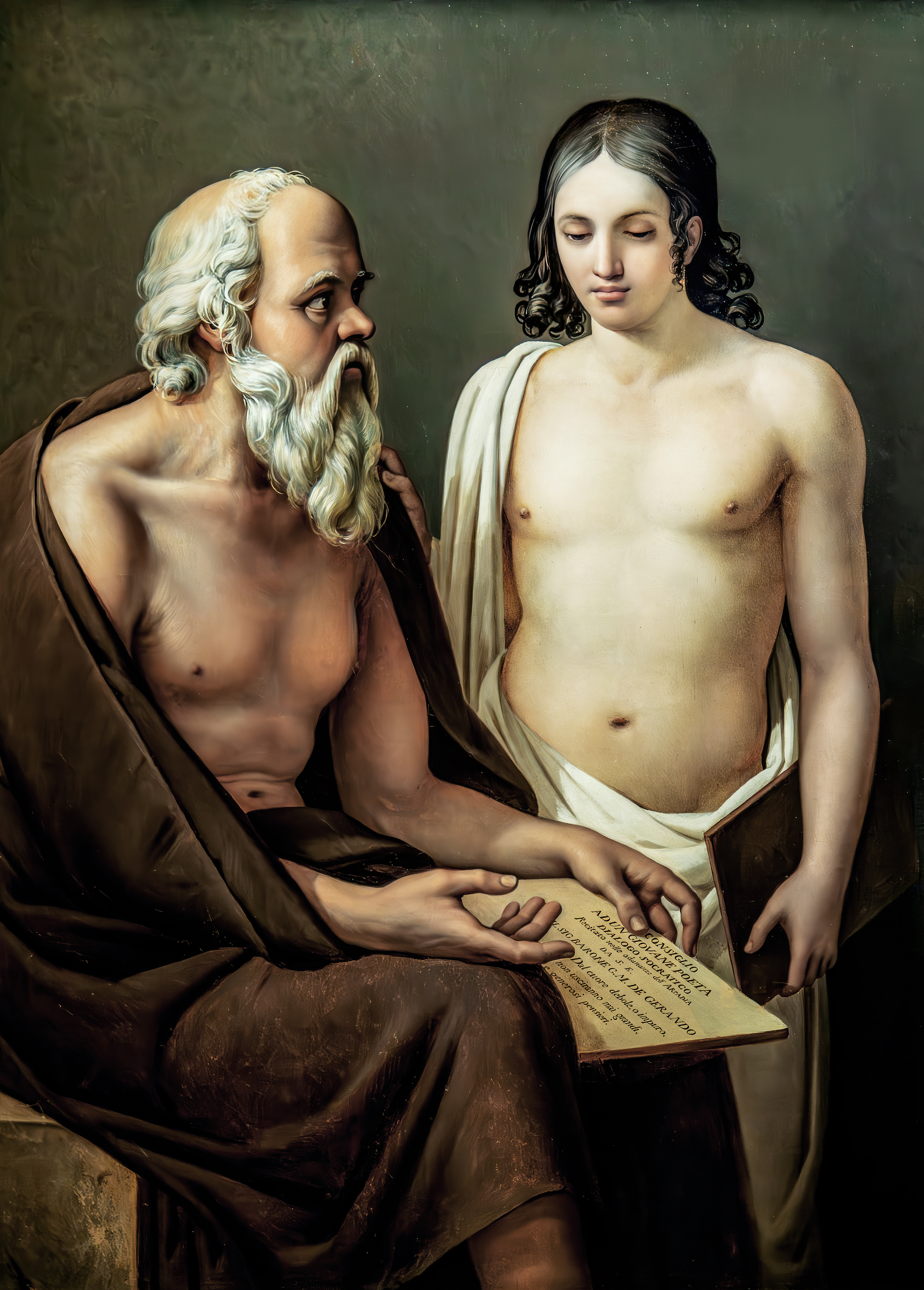
Socrate con un giovinetto (dipinto di José Aparicio, 1811)

Questo contesto, che pare essere stato ripreso perfettamente nella pederastia cretese faceva svolgere alla relazione omoerotica adulto-adolescente una funzione essenzialmente pedagogica, strumento capace di trasformare il ragazzo in uomo fatto: in tutta la Grecia tribale l'amore pederastico affonda le sue radici in questa ritualità: l'iniziando passa un determinato periodo di tempo lontano dalla comunità, tornando quindi allo stato di natura e deve attraversare una morte rituale per poter rinascere a vita rinnovata. Alla fine di questo tempo simbolico può tornare in seno al mondo dei vivi come membro effettivo dell'età superiore.
L'epoca minoica ci offre pertanto il modello più antico di pederastia codificata: come istituzione sociale formale la pederastia a Creta sembra quindi essersi inizialmente realizzata tramite un rito di iniziazione comprendente il ratto rituale detto arpaghè ("rapimento)", che ci è stato tramandato dallo storico Eforo di Cuma. Dopo averne dato l'annuncio e ottenuto la preventiva approvazione del padre, l'uomo procedeva al rapimento rituale del ragazzo prescelto.
L'uomo, che era il philetor o "amante", selezionato in tal modo il giovane, coinvolgendo anche gli amici dell'adolescente per aiutarlo, conduceva l'oggetto del suo affetto in un andreion o "luogo riservato agli uomini", generalmente un luogo appartato al di fuori della zona abitata, una grotta fatta predisporre in precedenza ad esempio. Incominciava così un periodo di apprendistato sotto la responsabilità dell'adulto, per un periodo predeterminato di tempo, nel corso del quale questi imparava a diventare un abile cacciatore e un coraggioso combattente. Il giovane, così colmato di attenzioni poteva, sempre che avesse voluto, anche impegnarsi in attività sessuali di coppia.
Si considerava normale che il ragazzo si offrisse al suo maestro per desiderio e come segno di riconoscenza per gli sforzi che costui consacrava alla sua formazione. Al termine di questo periodo di apprendistato il ragazzo era ricondotto in città ove veniva pubblicamente celebrato il suo ritorno e quindi la sua "rinascita" all'interno della società, nella quale poteva ora assumere il ruolo che gli spettava di diritto, ossia quello di uomo e cittadino. Tre costosi doni rituali erano d'obbligo: un bue, che veniva sacrificato a Zeus, un'armatura e una coppa, in riferimento all'agricoltura (arte civile), alla guerra (arte militare) e alla religione (arte spirituale). Adesso avrebbe pure potuto denunciare l'adulto e rompere le relazioni se costui lo aveva costretto.
Durante la grande festa di bentornato, assieme a tutti gli amici che lo avevano raggiunto, riceveva l'abbigliamento speciale che nella vita adulta lo designava come kleinos ("famoso/rinomato"); l'iniziato veniva chiamato parastatheis, colui che sta accanto, forse perché come accadde col bel Ganimede, rapito per divenir coppiere degli Dei, si veniva a trovare a lato del philetor durante i pasti servendolo con la coppa che gli era stata in precedenza donata.
In questa interpretazione la consuetudine formale riflette perfettamente il mito e il rituale che gli corrisponde. Tale iniziazione infine non riguardava (come rivela anche il costo notevole dei tre doni rituali) l'insieme dei cittadini, ma solo i membri dell'élite dominante: coloro che l'avevano portata correttamente a termine si vedevano riconoscere particolari segni di onore.

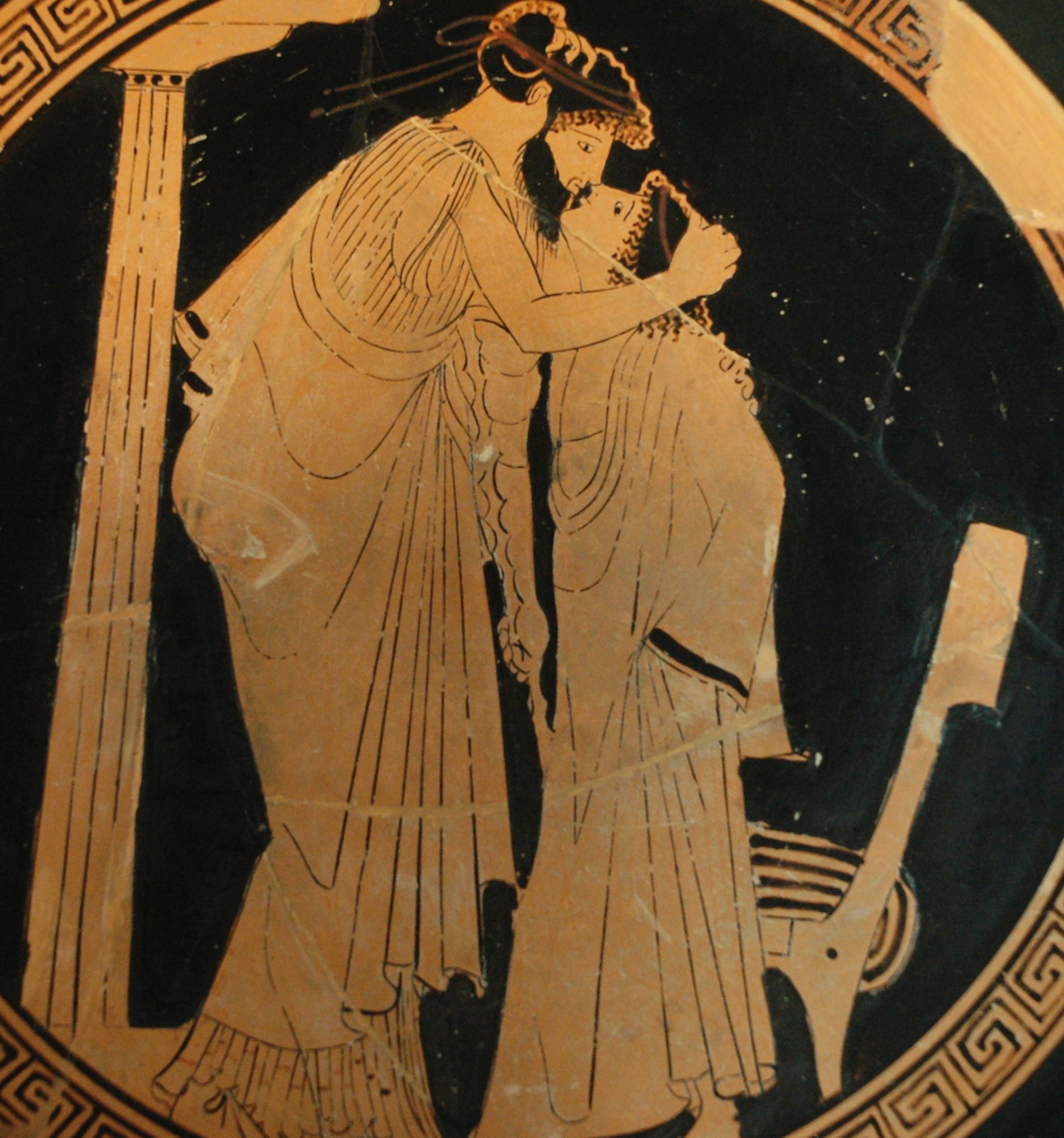
Un uomo bacia un ragazzo. 510-470 a.C.

### Il mondo antico
Nell'antichità la pederastia era intesa come una forma istituzionalizzata di pedagogia atta a insegnare dei forti valori etico-culturali necessari al futuro cittadino, nonché espressione erotico-amorosa entrata nella storia fin dal periodo più arcaico dell'Antica Grecia: qui il termine indicava l'attrazione o il rapporto fra un maschio adulto e un maschio adolescente, indicativamente dalla pubertà (12-13 anni) sino allo spuntare della prima barba (19-21 anni). Poiché l'antica Grecia sviluppò una serie di convenzioni sociali e addirittura di riti per regolare tale rapporto, lo si considera generalmente un fenomeno storico e sociale a sé.

#### I Greci
Mentre la maggior parte degli uomini greci era di fatto bisessuale, potendosi cioè tranquillamente impegnare in rapporti amorosi sia con le donne sia con gli adolescenti, erano conosciute già allora eccezioni a questa regola ufficiale, alcuni evitando i rapporti con le donne altri rifiutando quelli con i ragazzi.
Una forte ritualizzazione pederastica era presente a Creta ancor prima del suo avvento in Grecia, il che riflette la formalizzazione della pratica all'interno della civiltà minoica già attorno al 1650 a.C..
In accordo con quanto afferma Platone nel suo dialogo filosofico intitolato Fedro la pederastia era tra i Greci un rapporto sentimentale, uno strettissimo legame emotivo che poteva essere sia sessuale sia vissuto in castità (amore platonico) tra un ragazzo e un uomo adulto esterno al proprio gruppo familiare d'origine.
Platone si dimostra critico nei confronti dei rapporti sessuali all'interno di una relazione pederastica, proponendo invece che l'amore degli uomini per i ragazzi eviti ogni espressione carnale per passare invece all'ammirazione reciproca delle specifiche virtù interiori (che portano poi all'amore per la virtù stessa nel suo senso più astratto e generale); mentre il mero atto sessuale con i ragazzi è stato spesso criticato e considerato troppo brutale e finanche vergognoso. Altri aspetti del rapporto sono stati invece considerati positivi, come indicato anche nel proverbio: "Un amante è il miglior amico che un ragazzo potrà mai avere".

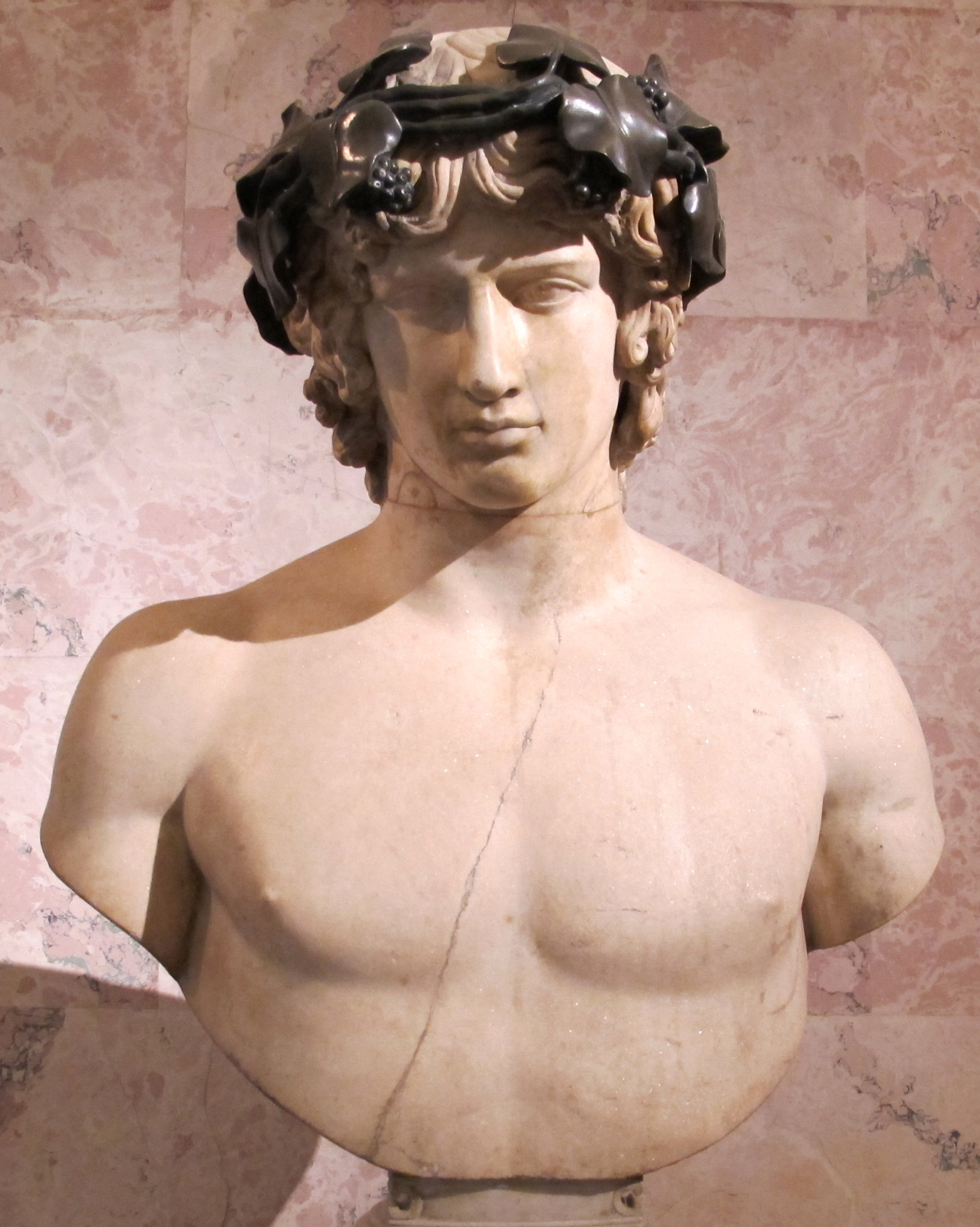
Busto di Antinoo (metà II secolo), amante adolescente dell'imperatore Adriano e da questi divinizzato dopo che il ragazzo morì

#### I Romani
Nell'Antica Roma le relazioni tra un uomo adulto e un maschio adolescente hanno preso una strada più informale e molto meno "socialmente ritualizzata" rispetto ai Greci, in quanto l'uomo poteva approfittare della posizione sociale dominante che aveva per richiedere favori sessuali a giovani suoi sottoposti inferiori nello status sociale d'appartenenza, o anche esercitando relazioni illecite (di prostituzione) con ragazzi nati liberi, cioè cittadini romani non schiavi.
Fin dai primi tempi della repubblica era perfettamente comune per un uomo poter desiderare un ragazzo; tuttavia, risultando illegale commettere l'atto della penetrazione su giovani nati liberi, i soli che erano legalmente autorizzati ad assumere il ruolo di partner sessuale passivo erano gli schiavi e gli ex-schiavi liberti, ma anche in questo caso solo con i loro padroni o ex-padroni. Per gli schiavi adolescenti e finanche bambini non vi era alcuna protezione legale, neppure in caso di palese violenza sessuale.
L'accettazione delle relazioni pederastiche ha subito alti e bassi anche notevoli nel corso dei secoli, Tacito ad esempio attacca i costumi greci fatti di "gymnasia et otia et turpes amores" ("palestre, ozi e amori inconfessabili").
Per molti tra gli imperatori romani in ogni caso l'amore per i bei ragazzi fu sempre preferito a quello per le donne: Edward Gibbon nella sua ponderosa opera storica afferma che, dei primi quindici imperatori romani l'unico perfettamente eterosessuale è stato Claudio, "l'unico a non avere mai avuto dei ragazzi come amanti": Augusto era bisessuale, Tiberio pederasta, Caligola un omosessuale passivo, mentre Nerone si era voluto sposare con due uomini di cui uno, Sporo, era eunuco. L'imperatore Adriano conobbe Antinoo quando questi non aveva ancora compiuto 15 anni, e vissero un'intensa e appassionata relazione pederastica fino a quando il giovane oramai diciannovenne non annegò incidentalmente nel Nilo.
Il poeta Marco Valerio Marziale racconta che, dopo essere stato scoperto dalla moglie "all'interno di un ragazzo", ella gli offrì "la stessa cosa": lui rispose elencando tutta una serie di personaggi mitologici i quali nonostante il fatto si fossero sposati con una donna, hanno sempre continuato ad avere anche giovani amanti di sesso maschile.

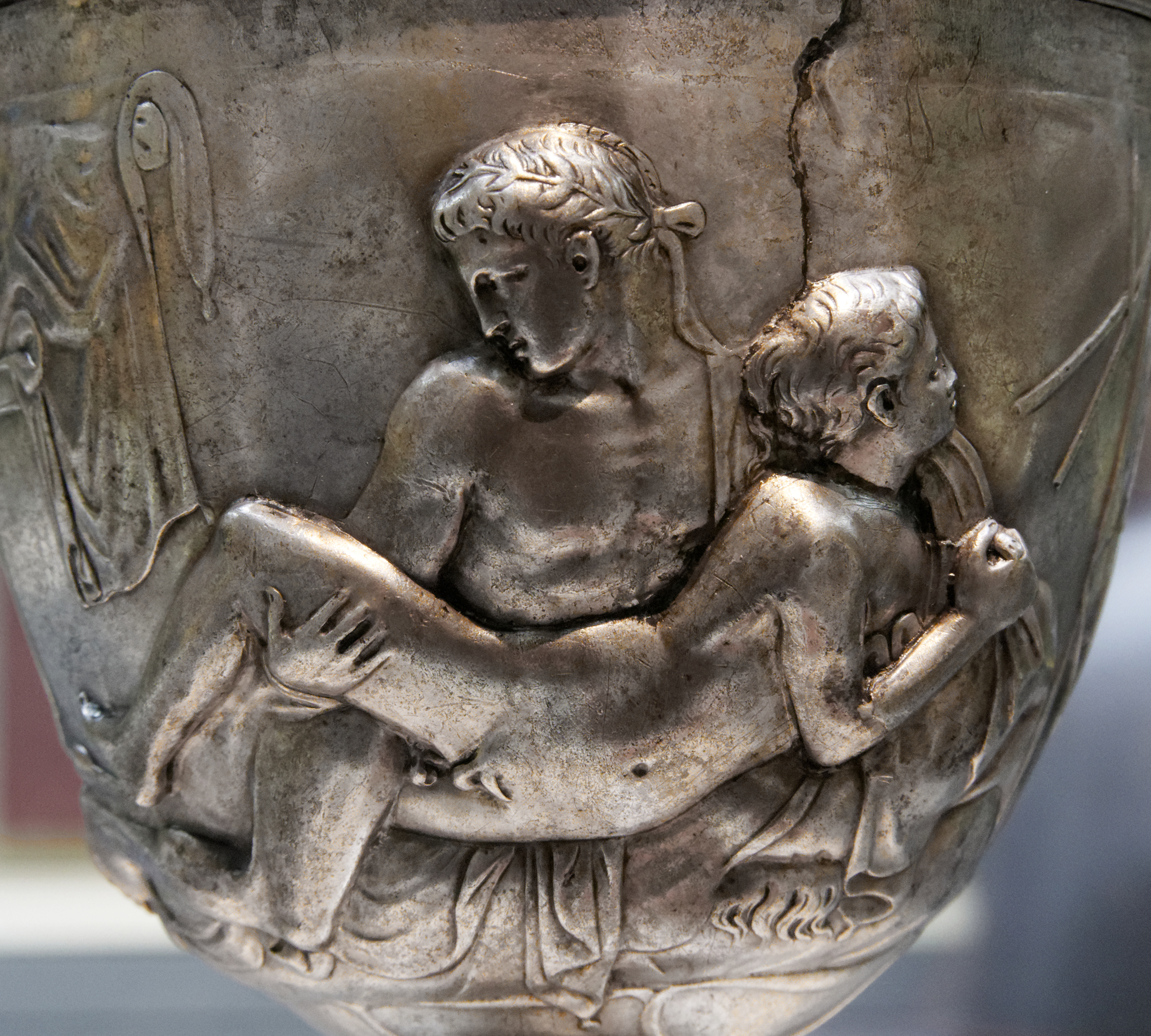
Particolare della Coppa Warren con un giovane che copula con un bambino.

#### I Celti e i Persiani
La pederastia nei tempi antichi non era un dominio esclusivo di Greci e Romani: relazioni di tipo erotico pederastico sono state individuate anche tra altri popoli antichi, come gli abitanti dellaTracia e i Celti; secondo Plutarco e Sesto Empirico nell'Impero persiano la pratica era raccomandata nonché da lungo tempo messa in atto.
Ateneo di Naucrati nel Deipnosophistsai (XIII, 603a) afferma che il popolo dei Celti, nonostante l'estrema bellezza delle loro donne, preferisca di gran lunga i ragazzi: alcuni dormivano regolarmente sulle loro pelli di animali con un amante adolescente alla loro destra e un altro sul lato sinistro, anche se alcuni lo interpretano invece con "avevano un bel ragazzo da un lato e una donna dall'altro" (Hubbard, 2003, pag 79). Anche altri autori attestano la pederastia celtica, tra cui Aristotele (Politica, II 6,6), Strabone (IV, 4, 6) e Diodoro Siculo (V, 32).
L'origine della pederastia tra i Persiani è stata oggetto di dibattito fin dai tempi antichi ed Erodoto afferma che essi l'hanno imparata dai Greci; Plutarco tuttavia afferma d'altro canto che i persiani utilizzavano ragazzi resi eunuchi per farne loro amanti ben prima dell'effettivo contatto reciproco tra le due culture.
Gli oracoli sibillini dicono che soltanto gli ebrei fossero liberi da una tale impurità: "Gli Ebrei sono consapevoli del sacro vincolo matrimoniale, non s'impegnano in empi rapporti coi loro figli maschi, così come fanno invece i Fenici, gli Egizi e i Romani, i Greci, i Persiani e i Galati, che trasgrediscono la legge santa del Dio immortale".

### Epoca post-classica e moderna

#### Europa cristiana medioevale
Con l'avvento del cristianesimo si iniziò a condannare fermamente ogni rapporto sessuale considerato illecito: adulterio e fornicazione, onanismo, prostituzione e sempre più si venne ad assimilare la pederastia con la sodomia e l'omosessualità fino a renderli sinonimi: confusione terminologica questa che si trascinerà nel tempo fin quasi ai giorni nostri.
Clemente Alessandrino fu uno dei primi e più autorevoli tra i Padri della Chiesa a utilizzare la pederastia divina presente nei miti fondativi della religione dell'antica Grecia come atto d'accusa contro l'intero paganesimo, essa dimostrerebbe difatti l'intima perversione connaturata a quella cultura: "I vostri Dei non si astengono neppure dall'amare i ragazzi. Uno Ila, un altro Giacino, un altro ancora Pelope e Ganimede... Questi sono gli Dei che le vostre mogli vengono ad adorare al tempio!".
L'imperatore cristiano Teodosio I nel 390 d.C. prescrive che i colpevoli d'un tal abominevole misfatto e crimine contro Dio vengano bruciati vivi sul rogo. 
Il codice legale del re visigoto Chindasvindo (650 circa) prevede per entrambi i partner scoperti in quest'atto criminoso l'immediata evirazione e di seguito la consegna al vescovo della diocesi in cui è stato commesso il fatto per la loro incarcerazione e isolamento stretto.

#### Medio Oriente e Asia centrale
Per tutto il Medioevo all'interno della civiltà islamica le relazioni pederastiche "erano così prontamente accolte e praticate dalle classi superiori della società che si faceva pochissimo o nessuno sforzo nel tentativo di tenerne celata l'esistenza".
Nel mondo arabo pre-moderno c'è stata una "diffusa convinzione che i giovani imberbi possedessero doti innate di tentatori degli uomini adulti nel loro complesso, non solo per una piccola minoranza di devianti". In tutta l'Asia centrale è stata a lungo diffusa, rimanendo anche ai giorni d'oggi una parte della cultura sociale (in Afghanistan ad esempio con la pratica detta Bacha Bazi-giocare coi ragazzini), come dimostra il proverbio che dice: "Le donne per la procreazione, i ragazzi per il piacere, ma i meloni per il puro piacere". Durante l'Impero ottomano danzatori adolescenti solitamente travestiti in abiti femminili allietavano le corti dei principi: erano chiamati Köçek.
Nella Persia islamica l'arte e la letteratura hanno fatto uso frequente del tòpos amoroso pederastico: dipinti e disegni di vari artisti, tra cui Reza Abbasi (1565-1635) celebrano la bellezza dei ragazzi assieme alla bontà del vino.
Alcuni viaggiatori occidentali riferiscono che alla corte di Abbas, tra il 1627-29 furono testimoni di pratiche erotiche pederastiche da parte dei nobili nei confronti di molti ragazzini; esistevano poi case di tolleranza in cui si esercitava la prostituzione maschile chiamate "case dell'imberbe", le quali erano legittimamente riconosciute e regolarmente pagavano le tasse dovute al governo.

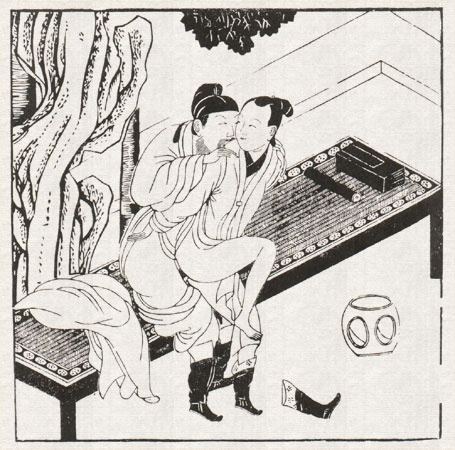
La via degli Accademici di "Ying Hua Chen Chin" (posizioni variegate della Battaglia dei fiori), Cina, dinastia Ming (1368-1644)

Un soldato ottomano, tal Osman Agha, cadde prigioniero degli austriaci nel 1688; scrisse nelle sue memorie che una notte un ragazzo austriaco gli si avvicinò furtivamente proponendogli un rapporto sessuale e dicendogli: "Io lo so che tutti i turchi sono pederasti".
Nel 1770 il poeta Âşık Sadık scrisse in un discorso da rivolgere al sovrano: "sappi, mio re, che i tuoi soldati sono sodomiti".

#### Cina
L'interesse sessuale maschile nei confronti dei ragazzi si riflette in Cina soprattutto nell'ambito della prostituzione, con i giovani prostituti che chiedevano e ottenevano prezzi generalmente più alti delle loro controparti femminili: all'inizio del XX secolo a Tientsin erano attestati almeno 35 bordelli maschili in cui lavoravano circa 800 adolescenti e gli uomini europei venivano sempre molto ben accolti.

#### Giappone

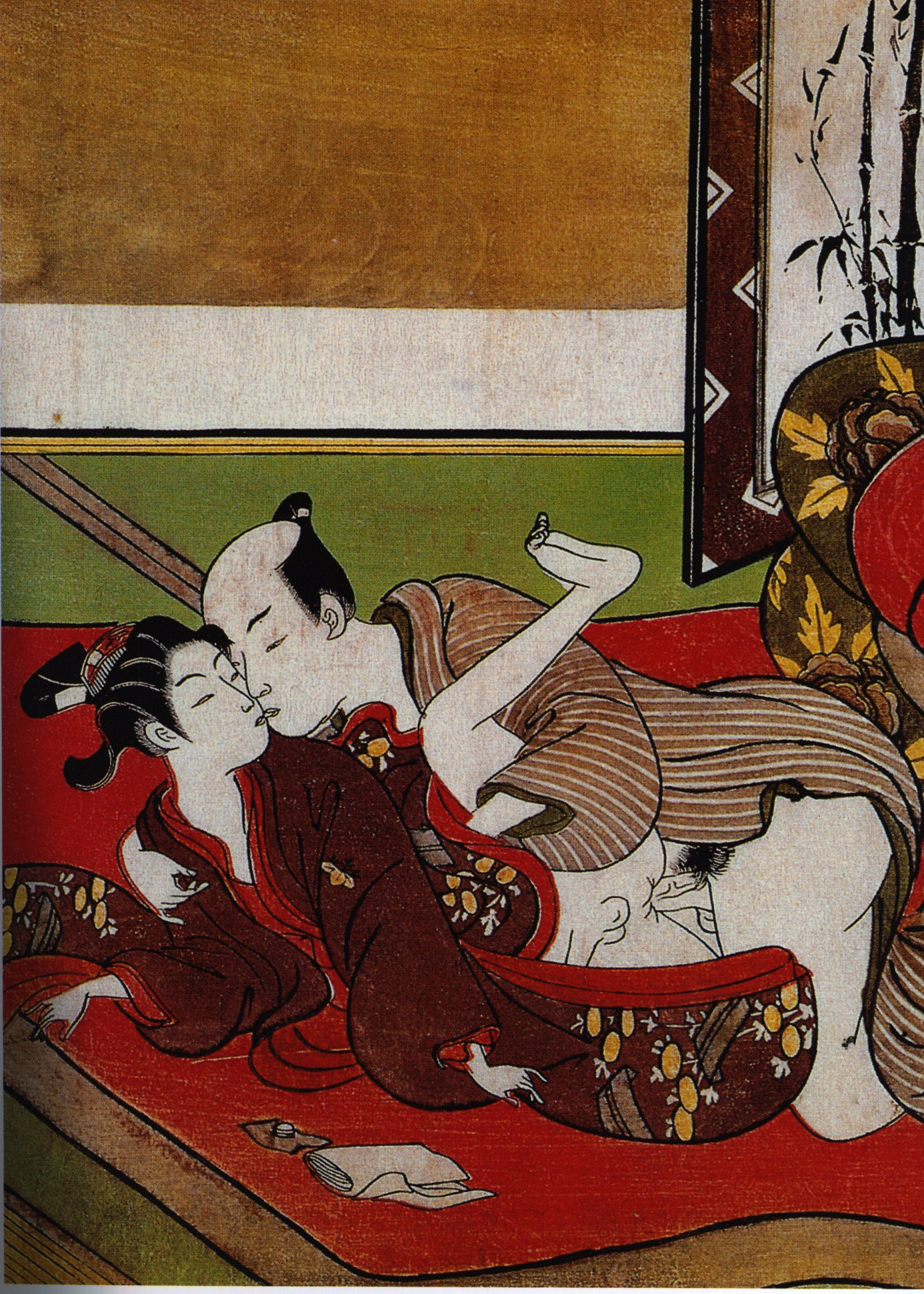
Xilografia erotica (Shunga) di un uomo in compagnia del suo amante adolescente. Suzuki Harunobu

In tutto il Giappone pre-moderno la pederastia è stata regolarizzata in modi del tutto simili a quelli originari antico-classico, attraverso la pratica dello Shudō (rapporto d'amore tra maestro e allievo nel mondo dei samurai e delle arti marziali).
La pratica dello Shudō (letteralmente "la via dei giovani") offre un parallelo di molto simile a quello pederastico europeo: inizialmente riservato alla comunità religiosa shintoista e buddhista, dopo il periodo medioevale crebbe sempre più permeando l'intera società. È caduto in disuso verso la fine del XIX secolo in concomitanza con la sempre più crescente influenza europea.
Il suo leggendario iniziatore è Kūkai, fondatore della scuola del Buddhismo Shingon, che si dice abbia portato per la prima volta in Giappone dal continente assieme alle dottrine del Buddha anche l'amore per i ragazzi: i monaci stipulano spesso relazioni amorose con bei ragazzi, registrate poi in opere letterarie conosciute come Chigo monogatari.

#### Corea
Una delle prime menzioni conosciute di attrazione maschile nei confronti dei ragazzi riguarda Re Gongmin (1330-1374) il quale divenne famoso per la facilità con cui s'innamorava dei giovani maschi: dopo la morte della moglie avvenuta nel 1365 trascorse gli anni di vita che gli rimanevano praticando con fervore il Buddhismo e nelle relazioni amorose-sentimentali coi ragazzini.
Paul Michaut, un medico francese, scrisse nel 1893 che la Corea dov'è da poco giunto è un paese dove "la pederastia è generalizzata, fa parte dei costumi. Viene praticata pubblicamente, per la strada, senza la benché minima riprovazione".

#### America del Nord
In una relazione occidentale riguardante le tribù Koniagas e Thinkleets dell'isola Kodiak leggiamo che "la più ripugnante di tutte le loro pratiche è quella del concubinato maschile. La madre selezionerà il più bello e disposto caratterialmente tra i suoi figli e comincerà a vestirlo e allevarlo come fosse una ragazza, insegnandogli solo i doveri domestici e tenendolo costantemente in compagnia delle sole donne, al fine di rendere la sua effeminatezza completa."
Poi continua: "giunto all'età della pubertà, tra i 10 e i 15 anni verrà fatto sposare con un uomo ricco, il quale terrà il suo nuovo compagno in gran conto e come onorevole conquista. Questi concubini maschi sono chiamati Achnutschik o Schopans. Lo stesso accade nelle isole Aleutine dove i concubini maschi hanno sempre la barba accuratamente rasata e il viso è tatuato/truccato come quello delle donne. In California i primi missionari ivi giunti hanno trovato la stessa pratica e gli adolescenti interessati vengono qui chiamati Joya".

#### America centro-meridionale
Per la cultura tradizionale dei Maya l'introduzione della pederastia viene attribuita al dio Chin; era costume non così raro che un uomo cercasse di procurarsi un amante maschio più giovane del proprio figlio quando questi cresciuto lasciava la casa paterna. Il frate domenicano europeo Juan de Torquemada afferma, nelle sue disposizioni inquisitorie che "se il ragazzo più giovane è stato sedotto da uno sconosciuto, la pena da comminare dev'essere equivalente a quella per l'adulterio"; mentre il conquistador Bernal Díaz del Castillo afferma d'aver veduto all'interno dei templi di Capo Catoche in Yucatán statue raffiguranti giovani coppie maschili impegnate in vistosi atti sessuali.

#### Rinascimento
Il Rinascimento fu un periodo che vide in tutta Europa una riscoperta o rinnovato interesse per la filosofia e l'arte del periodo classico. Ma anche in quest'epoca nella cultura, nell'arte e nella letteratura "l'oggetto più convenzionale di desiderio omoerotico era il giovane adolescente, di solito immaginato come imberbe. A Firenze gli atti di sodomia praticati nei confronti di tali giovani modelli erano noti come il «vizio fiorentino». Ad esempio Leonardo da Vinci fu accusato di aver sodomizzato uno di questi ragazzi, di nome Jacopo, e sebbene l'accusa non poté essere provata, essa aveva una certa credibilità.

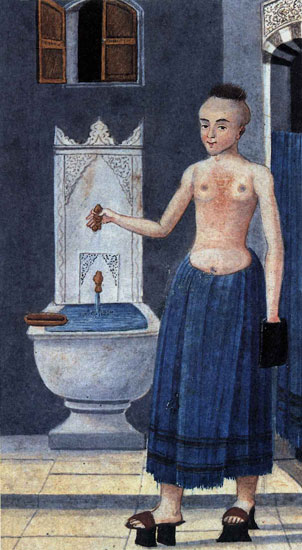
Il ragazzo preposto al bagno turco durante l'impero ottomano.

#### Impero russo
La Russia medioevale era nota per la sua tolleranza benevola nei confronti dell'omosessualità e della sua capillare diffusione all'interno della società, e anche la pederastia era molto comune: il giovane imberbe era veduto come valida alternativa alle donne e il tagliarsi la barba era inteso per gli uomini come richiesta esplicita a intraprendere una relazione.
I banyas, tradizionali case da bagno-saune, in particolare, erano i luoghi preferiti in cui gli uomini andavano per avere un rapporto sessuale con i ragazzi adolescenti, soprattutto con quelli che lavoravano al loro interno come inservienti.

### Età contemporanea
Pur rimanendo per lo più nascosto, l'eros pederastico occidentale ha però rivelato la propria presenza in molte testimonianze dell'epoca: i documenti legali sono quelli più indicativi per aprire una finestra in questo mondo segreto, dal momento che i rapporti pederastici così come tutte le altre forme di relazioni omosessuali erano illegali. L'espressione del desiderio, nella letteratura così come nell'arte, seppur in una maniera alquanto codificata, poteva anche permettersi d'esprimere vagamente gli interessi pederastici dell'autore.

#### Inghilterra e mondo anglosassone

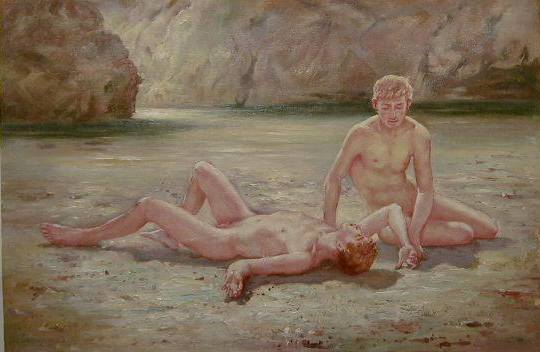
Noonday heat, dipinto del 1911 di Henry Scott Tuke, strettamente associato al movimento dei poeti uraniani.

In Inghilterra nei collegi pubblici, in un ambiente spesso molto omosociale, poteva venire anche incoraggiata un'atmosfera di omoerotismo tra gli studenti, grazie anche alla focalizzazione data agli studi classici e sopra gli autori antichi in generale.
Lungo tutto il corso del XIX secolo vi furono alcuni scandali eclatanti intorno a rapporti di natura sessuale tra insegnanti e allievi adolescenti: William Johnson Cory, educatore e poeta rinomato all'università di Eton fu costretto all'età di cinquant'anni alle dimissioni forzate nel 1872 per una serie di lettere un po' troppo indiscrete spedite a uno dei suoi alunni. La sua opera poetica intitolata Ionica sviluppa uno stile di pedagogia pederastica che fece scalpore quando apparve a Oxford nel 1859. Oscar Browning, un altro insegnante di Eton ed ex allievo di Core, seguì le orme del proprio tutore solo per esser parimenti espulso dall'istituzione nel 1875.
Entrambi furono considerati da Walter Pater della massima importanza per lo sviluppo della sua estetica; lo stesso Pater promosse la pederastia come la più vera e autentica espressione della cultura classica.
Sempre in Inghilterra la pederastia era inoltre anche un tema d'ispirazione per diversi autori conosciuti col nome di poeti uraniani: alcuni dei suoi rappresentanti, il già citato Pater nonché Gerard Manley Hopkins e soprattutto Oscar Wilde, risultano essere figure di primissimo piano. Hopkins e Wilde furono entrambi profondamente influenzati dal lavoro di Pater ed entrambi disseminarono di omoerotismo pederastico molte delle loro opere.
Hopkins soprattutto in quanto discepolo di Pater è considerato "l'unificatore più importante durante l'età vittoriana di eros, pedagogia ed estetica".
Un altro importante scrittore pederasta dell'epoca fu John Addington Symonds, i cui saggi furono le prime autodifese mai scritte dell'omosessualità in lingua inglese.
Mentre il cofondatore del comunismo Friedrich Engels nel suo libro del 1884 intitolato L'origine della famiglia, della proprietà privata e dello Stato denunciò l'antichità greca a causa dell'estrema sgradevolezza provocata dal loro amore per i ragazzi, solo qualche anno prima (nel 1878) il filosofo tedesco Friedrich Nietzsche, appassionato classicista, nella sua opera Umano, troppo umano aveva invece trovato parole molto più benevole e di vicinanza spirituale nei confronti della pederastia, giungendo alla conclusione che: "i giovani non sono mai stati trattati con più attenzione e amorevolezza come nei secoli VI e V a.C."

#### XX secolo: reazione e ridimensionamento

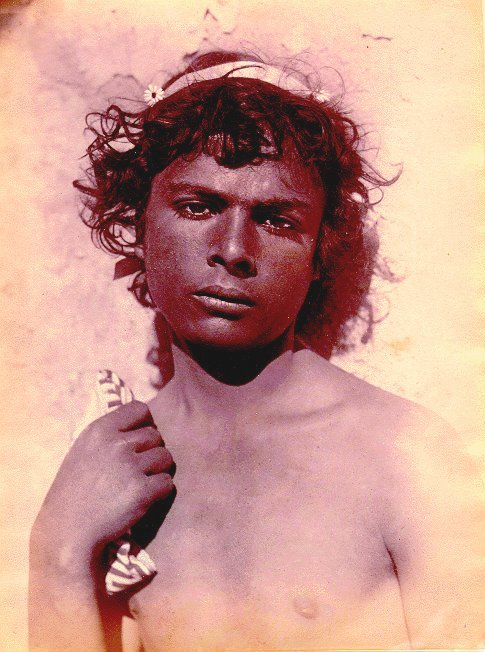
Ritratto eseguito a Taormina dal fotografo tedesco di ragazzi Wilhelm von Gloeden

Alcuni autori nord-europei attribuivano innate tendenze pederastiche alle popolazioni meridionali del continente (italiani, spagnoli, greci): uno dei maggiori teorizzatori di questa ipotesi fu Richard Francis Burton. Allo stesso modo Wilhelm Kroll nel 1906 afferma che "le radici della pederastia si trovano prima di tutto in un sentimento sessuale contrario alla norma, che è molto più frequente nelle regioni meridionali piuttosto che in paesi con climi più rigidi".
A partire dalla fine dell'Ottocento vi fu un progressivo aumento d'intolleranza sociale nei riguardi della pederastia: uno dei più grandi scandali a sfondo pederastico scoppiati in questo periodo, dopo il processo per sodomia nei riguardi di Oscar Wilde avvenuto nel 1895 (e considerato caso di pederastia), fu quello che coinvolse l'industriale tedesco dell'acciaio Friedrich Alfred Krupp tanto da spingerlo al suicidio nel 1902. Era stato arrestato dalla polizia italiana mentre si trovava in vacanza a Capri, dove godeva della compagnia di una quarantina di ragazzini dell'isola.
Engels, come detto, stretto collaboratore di Karl Marx, denunciava senza alcuna scusante gli antichi per "l'abominevole pratica sodomitica, degradando i loro stessi Dèi e se stessi col mito di Ganimede". Tale conflitto polemico-ideologico coinvolse anche il movimento giovanile "Wandervogel" fondato nel 1896, lo stesso anno in cui la rivista Der Eigene andava in stampa per la prima volta.
Pubblicato da Adolf Brand, questo periodico uscì ininterrottamente fino al 1931; si occupava di sostenere il ritorno alla pederastia classica come cura per la fiacchezza morale che sembrava oramai aver travolto l'intera gioventù tedesca. Influenzato da Gustav Wyneken anche l'associazione Wandervogel era di propensione piuttosto aperta nei riguardi delle tendenze omoerotiche, anche se indicativamente consigliava che questo tipo di affetto non dovesse arrivare ad esprimersi in maniera esplicitamente sessuale: l'accusa pubblica riguardava il fatto che il movimento alienasse i giovani uomini dalla compagnia delle donne.
Fino al 1970 le scuole pubbliche britanniche erano veri e propri conventi murati all'interno dei quali venivano educati ragazzi adolescenti, con una forte concentrazione ed interesse rivolta ai classici greci e latini e continuarono ad essere "focolai di pederastia" per tutta la prima metà del XX secolo. C. S. Lewis, collega di J. R. R. Tolkien e come lui autore di saghe fantasy, quando parla della sua vita al Malvern college riconosce che "la pederastia era l'unico contrappeso alle imposizioni e obblighi sociali, autentiche oasi di refrigerio in mezzo al deserto di bruciante ambizione competitiva che permea la società contemporanea".
Almeno fino agli inizi del XX secolo l'amore per i ragazzi (pederastia) e l'amore per gli uomini (omosessualtà) hanno proceduto spesso di pari passo; fino alla seconda metà del Novecento riviste erotiche a destinazione gay offrivano volentieri immagini di giovani e ragazzi. Uno dei primi precursori riconosciuti delle prime battaglie e rivendicazioni per il riconoscimento dell'omosessualità all'interno della società fu il pederasta André Gide.
Poco per volta però il movimento di liberazione omosessuale si verrà sempre più a distinguere dalla pederastia; difatti argomento principale per il riconoscimento ad esempio delle unioni gay è il libero arbitrio costitutivo di ognuno dei partner e quindi il diritto alla non ingerenza da parte della società nella sfera privata di due adulti; mentre gli adolescenti vengono raramente considerati come adatti per intrattenere un rapporto egualitario con un adulto.

## Interpretazioni moderne
Con la scomparsa di referenti socioculturali, leggi e costumi codificati che erano in grado di farne una modalità relazionale regolata, la pederastia ha assunto oggi una dimensione perlopiù irregolare, potendo così dar luogo anche ad abusi, ad esempio in ambito familiare e istituzionale come quello scolastico ed educativo in genere, ma anche religioso.
La censura a lungo applicata a tutto l'amore omosessuale, la stessa storia caotica e confusa della parola pederastia, la dimensione sempre più clandestina assunta dalle relazioni sentimentali e sessuali tra adulti e adolescenti ne fanno un argomento ancora molto poco conosciuto e mal definito, anche se non ha mai cessato di esistere.

## Aspetti normativi
Lo status giuridico della pederastia nella maggior parte delle nazioni del mondo è determinato dal fatto o meno che il ragazzo abbia raggiunto l'età del consenso in quel paese, ossia la libera autonomia nella scelta del partner sessuale.
Attualmente in Italia, l'età minima del consenso è posta a 14 anni, a 13 solo nel caso i partner non abbiano una differenza d'età maggiore di tre anni (quindi, nel caso in cui entrambe siano minorenni e in cui il tredicenne compia quattordici anni prima che il più grande ne compia diciassette).
Secondo le disposizioni di legge vigenti, intrattenere un qualche rapporto di natura intima con un minore di 14 anni da parte di un adulto è sempre e comunque illegale (il fatto rientra pertanto nei casi di "atti sessuali con minorenni" e costituisce reato ai sensi dell'articolo 609-quater del codice penale): In Italia, l'età del consenso è genericamente fissata all'età di 14 anni, senza alcun riferimento al genere dei soggetti (ciò contempla, quindi, sia atti di natura eterosessuale, sia omosessuale).
Il consenso è considerato valido a 14 anni laddove l'adulto non sia il genitore adottivo, o il di lui convivente, il tutore che conviva con il minore, o che gli sia stato affidato per ragioni di cura, educazione, istruzione, vigilanza o custodia: con un'eccezione significativa riguardante la "persona d'autorità", se l'adulto ha cioè un qualche potere sopra il ragazzo (con "abuso di potere relativo alla propria posizione"), ad esempio sia un insegnante o un parente, nel qual caso l'asticella dell'autonomo e libero consenso viene innalzata ai 16 anni.
Sono infine considerati aggravanti i rapporti sessuali compiuti con minori di 10 anni, e in questo caso sono sempre perseguibili d'ufficio.
Nel caso in cui gli atti sessuali avvengano consenzientemente in cambio di denaro o altra utilità economica con un minore di 18 anni si ha il reato di prostituzione minorile (Art. 600-bis, comma 2 c.p.).
La legge che regola l'età del consenso può variare, anche notevolmente, da Paese a Paese, dai 12 anni della Bolivia ai 13 dell’Argentina, ai 14 per quanto riguarda l'Italia, ai 16 negli Stati Uniti e fino alla proibizione categorica d'intrattenere rapporti sessuali di qualsiasi tipo prima del legittimo matrimonio nei paesi islamici più tradizionalisti.

### Differenza tra le disposizioni legali in Italia e USA
Ad accrescere la confusione contribuisce il fatto che negli Usa, dove l'età del consenso in diversi Stati è assai più alta che in Italia (16 o 18 anni), è invalso l'uso (apologetico) di distinguere le pratiche sessuali illegali con giovani adulti anche se consenzienti. "Pedofilia" indica l'attrazione erotica verso minorenni impuberi mentre "pederastia" indica la pratica erotica con minorenni puberi. Per esempio sarebbe "pederastico" il rapporto con persona di 17 anni in uno Stato in cui l'età del consenso è di 18 anni.
In Italia si aggiunge la possibilità di distinguere il rapporto pederastico vero e proprio dalla sola e semplice attrazione di un adulto verso un ragazzo o ragazza pubere. Per descrivere la sola attrazione di persone adulte verso persone puberi ma ancora non maggiorenni è utilizzato, anche se in disuso, il termine "efebofilia". Al contrario "pederastia" è usato per indicare specificatamente il rapporto sessuale tra i due.
Gli Usa inoltre hanno a lungo discriminato fra rapporti sessuali eterosessuali e omosessuali, relegando il fenomeno della pedofilia alla sola sfera omosessuale (e giustificando le leggi antiomosessuali col bisogno di proteggere i minorenni dai "pederasti").
In Italia invece, l'età del consenso (di norma 14 anni, ma può salire a 16 o scendere a 13 nei casi sopra indicati) non s'identifica con la maggiore età (18 anni); essa inoltre è identica sia per i maschi sia per le femmine e, soprattutto, sia per i rapporti eterosessuali sia per quelli omosessuali.

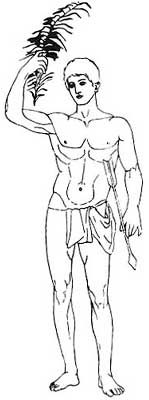
Frederick Rolfe, Disegno di ragazzo nudo, 1891

## Letteratura
La storia artistica e letteraria in genere della pederastia è particolarmente ricca, a lungo confusa o resa sinonimo di quella omosessuale in genere, tanto che un certo numero di simboli, figure e icone pederastiche sono oramai divenute parte integrante della cultura gay.
Molti artisti come Luciano di Samosata, Benvenuto Cellini, Michelangelo Buonarroti, Caravaggio, Leonardo da Vinci, Paul Verlaine, André Gide, Walt Whitman, Konstantinos Kavafis, Thomas Mann, Henry de Montherlant, Sandro Penna, Gabriel Matzneff e Pier Paolo Pasolini tra gli altri sono stati ispirati in diversa e varia misura dalla loro intensa attrazione pederastica.
- Lirica greca
- Albio Tibullo: Poesie
- Gaio Valerio Catullo: Liber
- Marco Valerio Marziale: Epigrammi
- Petronio Arbitro: Satyricon
- William Shakespeare: Sonetti
- Ihara Saikaku: Nanshoku Ōkagami ("Il grande specchio dell'amore tra uomini")
- Antonio Rocco: L'Alcibiade fanciullo a scola

Il primo autorevole studio scritto nel mondo moderno occidentale in cui si tratta esplicitamente di amore pederastico è il Saggio sulla pederastia del 1785 di Jeremy Bentham, filosofo utilitarista e riformatore del diritto inglese. Dopo la morte del suo autore, avvenuta nel 1832, il manoscritto venne conservato all'University College di Londra, assieme ad una vasta collezione di altre carte inedite.
Precede quindi cronologicamente il secondo testo che si conosca in cui si parla di pederastia, il Discorso sui costumi degli antichi Greci confrontati col tema dell'amore scritto nel 1818 (ma pubblicato solo nel 1931) dal poeta inglese Percy Bysshe Shelley.
Il terzo in ordine di tempo è L'Etica Greca scritta nel 1873 da John Addington Symonds.
Il quarto è l'introduzione alla traduzione de Le mille e una notte di Richard Burton nel 1886.
Troviamo altri riferimenti in:
- Walt Whitman: Foglie d'erba
- André Gide: L'immoralista
- Thomas Mann: La morte a Venezia
- Umberto Saba: Ernesto
- André Gide: Corydon
- Konstantinos Kavafis: Poesie
- André Gide: Se il seme non muore
- Sandro Penna: Poesie
- Pier Paolo Pasolini: Amado mio
- Roger Peyrefitte: Le amicizie particolari
- Jean-Paul Sartre: La nausea
- Gabriel Pomerand: Considerazioni obiettive sulla pederastia
- Marguerite Yourcenar: Memorie di Adriano
- Yukio Mishima: Colori proibiti
- William S. Burroughs: Il pasto nudo
- Pier Paolo Pasolini: Ragazzi di vita
- Pier Paolo Pasolini: Una vita violenta
- Tony Duvert: Diario di un innocente
- Mary Renault: Il ragazzo persiano
- Michel Tournier: Il re degli ontani
- Gabriel Matzneff: I minori di sedici anni[86]
- Tony Duvert: Quando morì Jonathan
- Dominique Fernandez: Il ratto di Ganimede
- Michel Braudeau: Il libro di Giovanni
- Alessandro Golinelli: Angeli
- Giuseppe Patroni Griffi: La morte della bellezza
- Guglielmo Ughi: Il Fiore di Stratone. Amore greco a Neapolis
- Angus Stewart: Sandel
- Michael C. Davidson: Some boys; The world, the flesh, and myself
- Jack Saul: The sins of the cities of the plain (I peccati delle città della pianura)

## Filmografia
Molte opere cinematografiche hanno trattato il tema dei rapporti pederastici, sia erotico-romantici sia implicanti violenza, tra due persone dello stesso sesso ma separate da una differenza d'età:
- Le amicizie particolari di Jean Delannoy (1964), tratto dal romanzo omonimo dello scrittore francese Roger Peyrefitte
- Se... (1968)
- Fellini Satyricon (1969) di Federico Fellini, tratto dall'omonima opera Satyricon dell'autore latino Petronio Arbitro
- Gli amici (1971) di Gérard Blain
- Morte a Venezia (1971) di Luchino Visconti, tratto dal romanzo breve La morte a Venezia del 1911 dello scrittore tedesco Thomas Mann
- Il fiore delle Mille e una notte (1974) di Pier Paolo Pasolini, tratto da uno dei racconti de Le mille e una notte.
- Ernesto (1979) di Salvatore Samperi, tratto dal romanzo in parte autobiografico di Umberto Saba
- Donna Herlinda e suo figlio (1985)
- Gli occhiali d'oro (1987), tratto dall'omonimo romanzo di Giorgio Bassani
- Il sapore del grano (1991)
- Vor een verloren soldaat (1992)
- Smukke dreng (Pretty Boy, 1993)
- Pasolini, un delitto italiano (1995) di Marco Tullio Giordana, narra delle indagini successive all'omicidio di Pier Paolo Pasolini di cui fu accusato un diciassettenne
- Poeti dall'inferno (1995)
- Nerolio (1996)
- Sleepers (1996)
- Pianese Nunzio, 14 anni a maggio (1996)
- The Ogre (1996), tratto dal romanzo Il re degli ontani di Michel Tournier
- Festen - Festa in famiglia (1998)
- Happiness - Felicità (1998)
- Tabù - Gohatto (1999)
- La vergine dei sicari (2000), tratto dall'omonimo romanzo di Fernando Vallejo
- Angeli ribelli (2001)
- L.I.E. (2001)
- Ken Park (2003)
- Un mondo d'amore (2003) di Aurelio Grimaldi, narra la vicenda occorsa al giovane maestro di scuola media Pier Paolo Pasolini accusato di "corruzione di minorenni"
- Alexander (2004) di Oliver Stone, descrive ampiamente il rapporto pederastico esistente tra Alessandro Magno e Bagoas, il ragazzo persiano eunuco
- La mala educación (2004) di Pedro Almodóvar
- Mysterious Skin (2004) di Gregg Araki
- C.R.A.Z.Y. (2005) di Jean-Marc Vallée
- The History Boys (2006)
- Ang pagdadalaga ni Maximo Oliveros (2007)
- A Single Man (2010), tratto dall'omonimo romanzo di Christopher Isherwood
- Kopfplatzen / Head burst (2019)
- Il signore delle formiche (2022)